# Тюресьо (община)
Община Тюресьо (на шведски: Tyresö kommun) е разположена в лен Стокхолм, централна Швеция с обща площ 73 km2 и население 44 281 души (към 31 декември 2013). Административен център на община Тюресьо е град Болмура.